# Ступені православного чернецтва
Сту́пені правосла́вного черне́цтва — це ті етапи, які проходять православні ченці або черниці протягом свого життя.
В православній церкві чернечі обітниці, прийняті людиною, тягнуть за собою довічний обов'язок виконання їх перед Богом і не можуть бути дані легковажно, тому від ступеня до ступеня вони зростають від простого до складнішого. У традиціях православної церкви після успішного проходження послушницького випробування починаються чотири ступені чернецтва, які різняться кількістю обітниць, що даються перед Богом, різними аскетичними правилами поведінки, послухами і зовнішнім чернечими одягом.

## Послушник (послушниця)
Послушник, (послушниця) — особа, що готується до прийняття чернецтва. Послушники ще не дають чернечих обітниць і не належать до чернечого братства, не носять чернечого одягу — ряси, хоча іноді послушникам дозволяють носити підрясник.
Послушники виконують різні послухи при монастирі, звикають до монастирського життя, розпорядку дня і правил.

## Рясофор (рясофорна послушниця)
Рясофор (рясофорна послушниця) — носить рясу. У Греції прийнято називати цей ступінь «рясофорним послушником» («рясофорною послушницею»), і греки не вважають рясофор ступенем чернецтва, відносячи його до послушництва (підготовки до чернецтва).
При постризі в рясофор монах не змінює мирського імені і дає єдину обітницю — послуху.
Одяг монаха-рясофора складається з ряси, клобука і чоток
У сучасній практиці в чоловічих монастирях рясофорних ченців часто називають іноками, а постриг в рясофор — іноцьким постригом. Таким чином, загальне для позначення всіх ченців російське слово інок стало позначати лише осіб, які належать до першого ступеня чернецтва.
Рясофорний монах (рясофорна послушниця) зберігає мирське ім'я і вільний в будь-який час припинити проходження послушництва і повернутися до колишнього, мирського життя, що для ченця, за православними канонами, вже є неможливим.
Так як у православній церкві прийнятий звичай висвячувати у єпископи лише безшлюбних священиків, які прийняли монаший чин, то якщо перед рукоположенням у священики людина прийняла целібат, давши обітницю безшлюбності, іноді йому достатньо прийняти першу ступінь чернечого постригу — рясофор.

## Інок (інокиня)
Інок (інокиня) (словотворча калька, аналогічна дав.-гр. μοναχός, утворена від давньоруського «инъ» — один) — давньоруська назва ченця, інакше монаха.
У сучасних православних чоловічих монастирях іноком називають не ченця у власному розумінні, але рясофорного («рясоносного») монаха — до постригу його в «малу схиму» (обумовлену остаточним прийняттям чернечих обітниць і нареченням нового імені). Інок — ніби «початківець-монах».
У сучасних російських жіночих монастирях зберігається традиція, в якій іноцький постриг принципово відрізняється від рясофорного постригу тим, що така черниця отримує нове ім'я і дає крім обітниці послуху ще й обітницю безшлюбності.
У жіночих монастирях іноцьке аскетичне правило, послухи і зовнішній чернечий одяг сильно відрізняються від рясофорних.
Багато черниць, прийнявши іноцтво, не приймають наступних чернечих ступенів і ціле життя проводять у монастирі в даному ступені чернецтва.

## Мала схима, або мантійне чернецтво
Поділ на малу і велику схиму сьогодні на ділі існує не у всіх Православних церквах. Наприклад, у сучасній Греції залишилися тільки два ступені чернечого постригу — рясофорний постриг і наступний за ним чернечий постриг, при прийнятті якого людина відразу дає обітниці великої схими.
Малу схиму ще називають мантійним чернецтвом — беручи постриг і обітниці малої схими, людина повністю відмежовується від мирського життя і стає монахом (від грецького слова μοναχός — одиночний).
Він отримує нове ім'я (як би народжуючись заново) і дає чотири чернечих (аскетичних) обітниці:
1. Послуху (відмова від своєї особистої волі і слухняність духівнику);
2. Безшлюбності (або цнотливості);
3. Нестяжання (бідності, або відмови від володіння особистою власністю);
4. Безперервної молитви.

Часто постриг в малу схиму здійснюється на літургії, після якої монаха урочисто одягають у хітон, параман, пояс, рясу, мантію (вона ще називається паллій), клобук, сандалі і дають в руку вервицю.
Відповідно до обітниці послуху, монах має обрати керівника свого духовного життя, званого старцем, і відсікаючи свавілля у всіх своїх справах, слідувати його порадам і його волі. У кінцевому підсумку через відсікання своєї волі і слухняність монах навчається слідувати волі Божій.
Приймаючи чернецтво, крім дотримання п'яти обітниць: першої, даної ще при хрещенні (зречення від сатани і всіх справ його і обіцянки вірити і служити Христу як Царю та Богу) і чотирьох аскетичних обітниць, монах звичайно повинен щодня робити покладене молитовне правило (розрізняються залежно від монастиря та духівника) і нести монастирський послух (працювати).

## Велика схима або схимництво

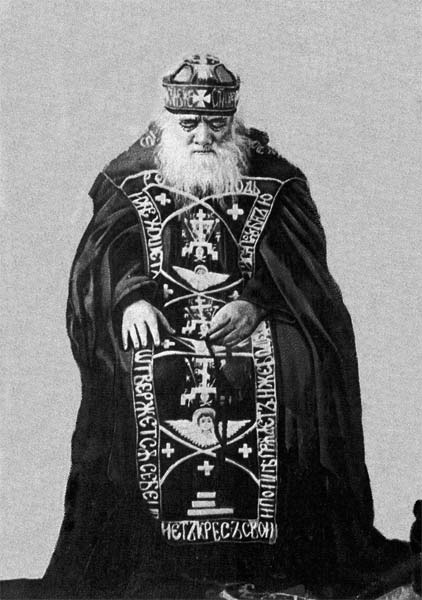
Православний схимонах (Преподобний Іона Київський, † 1902).

Велика схима — це найдосконаліше відчуження від світу для з'єднання з Христом. Чернець, який прийняв велику схиму, інакше — великий ангельський образ, називається схимонахом, або схимником. Постриг інока у велику схиму відбувається урочисто і довше, ніж у малу.
Великосхимник дає особливі обітниці, при цьому йому знову змінюють ім'я. Притому чернець отримує ще одного святого покровителя (тобто після кожної зміни імені за нього перед Богом клопоче все більше святих). Великосхимники зазвичай живуть окремо від іншої братії і не займаються ніяким послухом, крім безперервної молитви.
Обітниці великої схими по суті є повторенням обітниць малосхимника, але, слідом за повторенням, зобов'язують і до ще суворішого їх дотримання. В давнину великосхимники давали додаткову обітницю — вселитися в затвор, зачинитися в самітній печері як в труну і тим самим повністю померти для світу, залишившись з єдиним Богом.
Одяг великосхимника: ряса, аналав (особливий параман), кукіль (загострена шапочка з хрестами), мантія, чотки, сандалі, пояс, хітон.
Великосхимництво походить від прагнення здійснювати вищі чернечі подвиги, якими є самітницьке або пустинножительне житіє.
Не маючи можливості поселитися в справжній пустельній місцевості далеко від людей, щоб присвячувати всі помисли єдиному Богові, ченці, що живуть в звичайному спільножитному монастирі, йшли в затвор, тим самим замінюючи самітництво — вони і стали іменуватися ченцями великої схими. Згодом затвор перестав бути обов'язковою обітницею для схимонаха.